# Jack és Jill a világ ellen
A Jack és Jill a világ ellen (eredeti cím: Jack and Jill vs. the World)  2008-ban bemutatott romantikus vígjáték. Rendező Vanessa Parise. Főszereplők Freddie Prinze Jr. és Taryn Manning.

## Cselekmény
|  | Alább a cselekmény részletei következnek! |

New York, 2000-es évek.
Jack a harmincas éveiben járó, jól menő reklámszakember. Rutinosan, kiszámíthatóan és unalmasan éli az életét. Egyik nap a tetőn (ahová cigarettázni szokott menni) találkozik a szenvedélyes, független Jill-lel, aki felkavarja a nyugalmát. Jill lakhelyet keres. Jack elviszi a megadott címre, ami azonban elég lepukkantnak látszik, ezért Jack felajánlja, hogy Jill lakjon nála. Jack beajánlja Jillt egy reklám felvételére.
Jack számára Jill a tökéletes nő, akit nem kell komolyan venni, mellette felszabadultan érezheti magát. Megegyeznek, hogy nem kötelezik el magukat egymás irányában. Jill javaslatára összeállítanak egy „kiáltvány”-t, ami az életben követendő szabályokat tartalmaz. Amikor Jill több alkalommal napokra eltűnik, Jacknek furcsa hiányérzete támad. A férfi arra gyanakszik, hogy Jill valamit titkol előle, talán van valakije.
Amikor Jill bevallja, hogy súlyos beteg és cisztikus fibrózisa van, Jack szembesíti vele, hogy a „kiáltvány” első szabálya: „Légy őszinte”. Jill összepakolja a holmiját és elmegy.
Jack beszél az apjával (aki egy könyvesboltban dolgozik), aki azt tanácsolja neki, hogy keresse meg Jillt. Jack felkeresi Jill furcsa barátnőjét (aki egy állatmenhelyen dolgozik), aki elmondja neki, hogy Jill el akar utazni Hollywoodba. Jack kirohan a buszpályaudvarra, de Jill nincs sehol.
Jack átértékeli az életét, örökbe fogad egy kutyát és kirúgatja magát a munkahelyéről (mert így végkielégítés is jár). Az épületben bombariadót rendelnek el, mert egy „A csúnyaság ellen küzdő csoport” fenyegetést jelentett be. Jack rájön a „kiáltvány” alapján, hogy Jill áll a háttérben. Jill valóban ott van az utcán, barátnőjével és egy kislánnyal a kórházból (aki ugyanabban a betegségben szenved), aki szerette volna látni Jacket. Jack és Jill kibékülnek és hosszasan megcsókolják egymást.
|  | Itt a vége a cselekmény részletezésének! |

## Szereplők
- Freddie Prinze Jr. – Jack
- Taryn Manning – Jill
- Robert Forster – Norman
- Vanessa Parise – Lucy
- Kelly Rowan – Kate
- Peter Stebbings – George
- Ingrid Doucet – Sally
- Lisa Ciara – Amberly
- Darrin Brown – T-Bone
- Claudia Besso – Melony
- Krista Sutton – Emily
- Julian Richings – Mr. Smith
- Ethan Penner – Wyatt
- Hannah Lochner – Holly
- Charles Martin Smith – Carlin

## Jack és Jill kiáltványa
Szabály 1. Légy őszinte!

Szabály 2. Higgy a tündérmesékben!

Szabály 3. Az idő a barátod.

Szabály 4. Legyen jó a szex!

Szabály 5. Hirdesd a szépséget! Küzdj a csúnyaság ellen!

Szabály 6. Ne keresd a boldogságot, mert az hamis ígéret!

Szabály 7. Légy szenvedélyes!

Szabály 8. Kevesebb tévé.

Szabály 9. Ismerd be, ha nincs igazad!

## Fogadtatás
A filmet vegyesen fogadták a kritikusok.

## Megjelenése
A film DVD-n 2008. június 14-én jelent meg.

## Forgatási helyszínek
- New York, USA
- Toronto, Kanada

## Fordítás
Ez a szócikk részben vagy egészben  a   Jack and Jill vs. the World című angol Wikipédia-szócikk fordításán alapul.  Az eredeti cikk szerkesztőit annak laptörténete sorolja fel. Ez a jelzés csupán a megfogalmazás eredetét és a szerzői jogokat jelzi, nem szolgál a cikkben szereplő információk forrásmegjelöléseként.